# Alverdissen

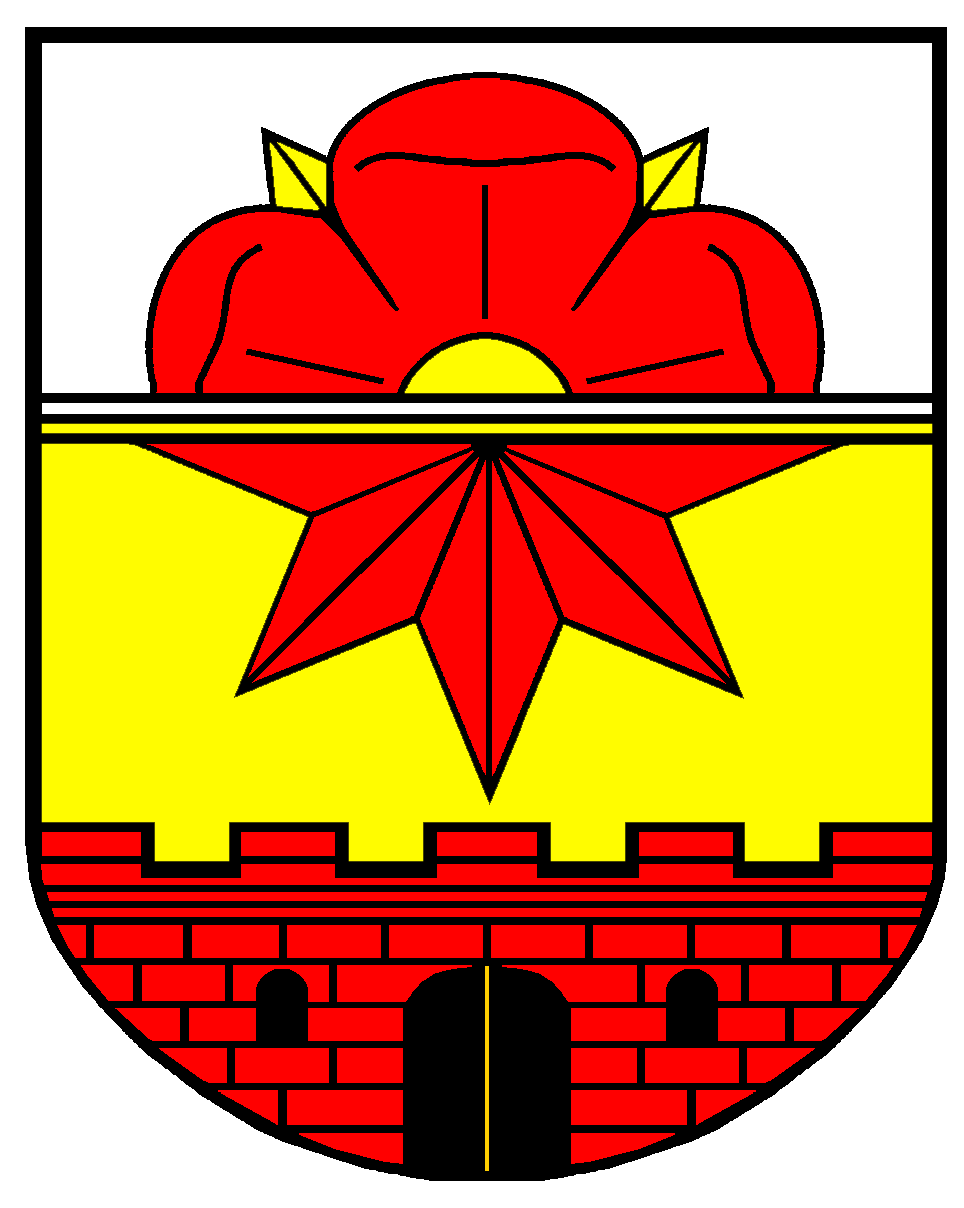
Wapen van Alverdissen

Ligging van Alverdissen in de gemeente Barntrup

Alverdissen is een plaats in Duitsland, deelstaat Noordrijn-Westfalen, in de gemeente Barntrup. Het ligt 5 km ten noorden van het stadje Barntrup, aan een provinciale weg naar het verder noordelijk gelegen Rinteln en telt 1.499 inwoners op 1 januari 2021

## Geschiedenis
Alverdissen ontstond in 1151 en was eeuwenlang de residentie van het adellijke geslacht Zur Lippe-Alverdissen.
Alverdissen is een vlek (Duits: Marktflecken). Dat betekent, dat Alverdissen in het verleden privileges, zoals marktrecht verwierf, maar geen volledig stadsrecht. Overigens bestaat er wel een laatmiddeleeuws document, waarin sprake is van oppido (Latijn voor: in/door/voor de stad) Alverdissen. 

## Bezienswaardigheden
Alverdissen is een bezienswaardig plaatsje, met enige schilderachtige vakwerkhuizen in het centrum. In het dorp staat Kasteel Alverdissen, in de 17e eeuw residentie van de graven van Lippe-Alverdissen. Het kasteel is sedert 2009 weer privé bewoond, en kan niet bezichtigd worden.
De evangelisch-gereformeerde kerk dateert van 1843. Ernaast staat een mausoleum uit de 18e eeuw van het grafelijke geslacht Zur Lippe-Alverdissen. 

## Omgeving
De omgeving van het dorp bestaat uit akkerland op vruchtbare lössgrond en hier en daar wat bos, en is licht heuvelachtig. Twee wat hogere heuvels liggen ten noordoosten, respectievelijk ten zuidoosten van Alverdissen. Langs het plaatsje lopen enige door de gemeente uitgezette wandelroutes.

## Afbeeldingen

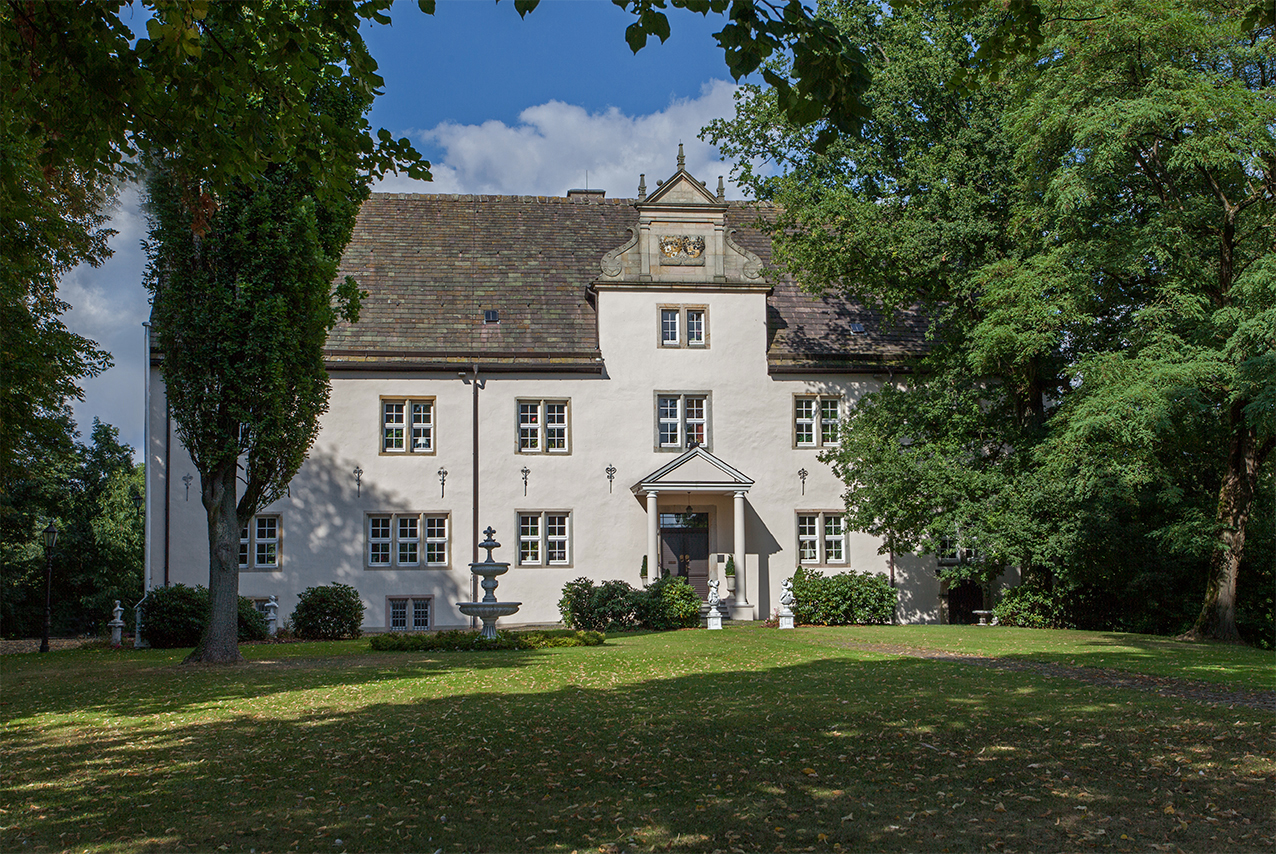
Kasteel Alverdissen
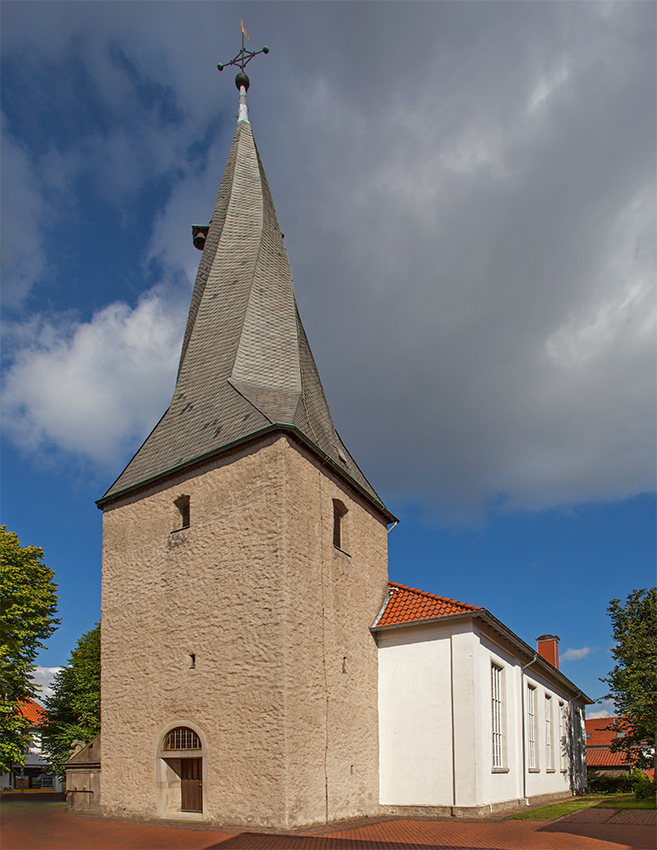
Evang.-geref. kerk van Alverdissen
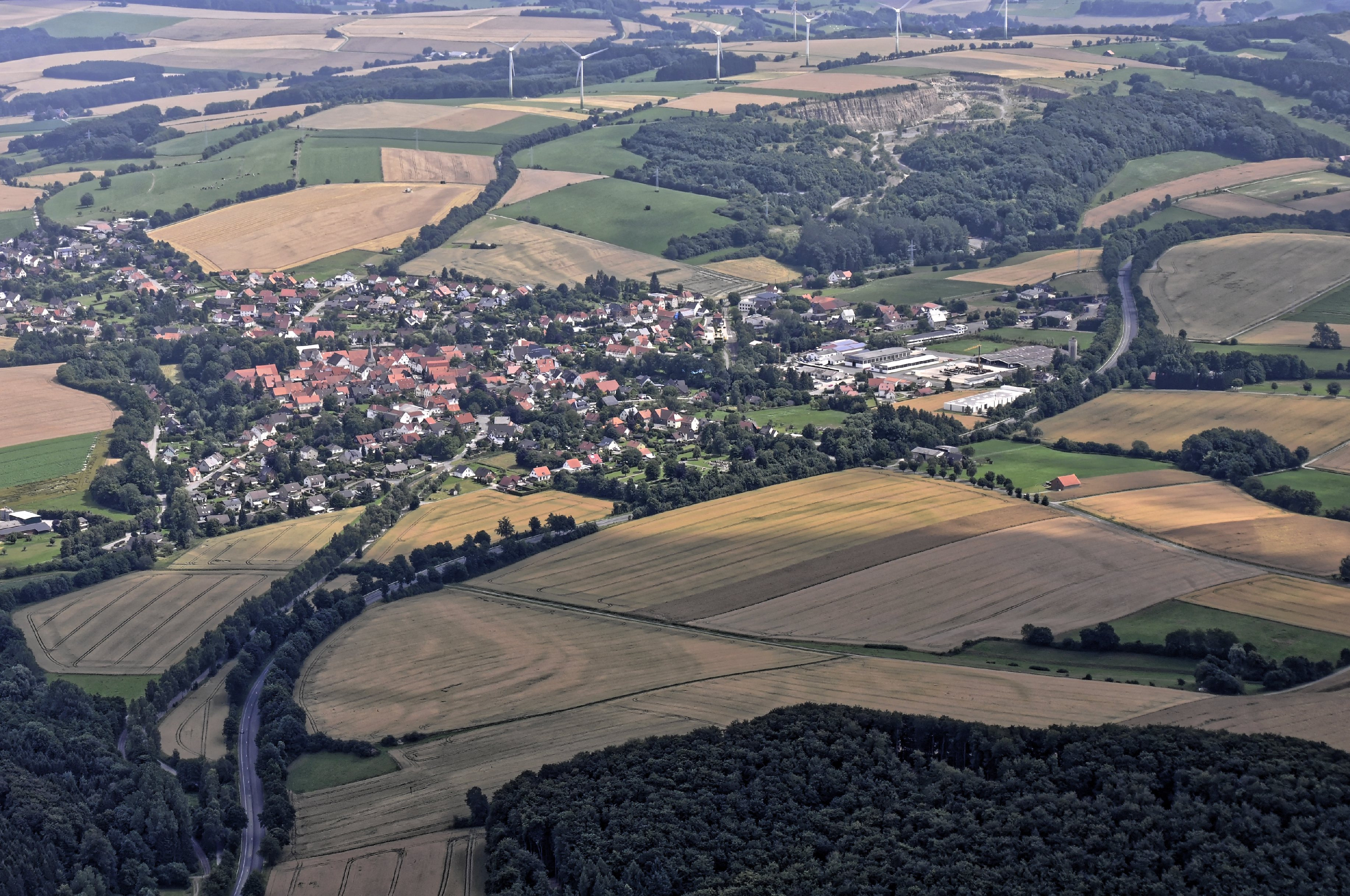
Luchtfoto van Alverdissen

## Bekende personen
- Ludwig Deppe (geboren in Barntrup-Alverdissen), Duits componist, pianopedagoog en dirigent.